# Le Retour de Martin Guerre
Le Retour de Martin Guerre é um filme francês dirigido por Daniel Vigne e lançado em 14 de maio de 1982, o qual narra uma série de eventos históricos ocorridos na França durante o século XVI. Indicado a várias categorias de premiações cinematográficas, conquistou o Prêmio César de melhor música, roteiro original e produção de design.
O filme teve um remake estadunidense em 1993, Sommersby, tendo o próprio Daniel Vigne como coautor do roteiro.

## Elenco
- Gérard Depardieu - Arnaud du Tilh
- Nathalie Baye - Bertrande de Rols
- Maurice Barrier - Uncle Pierre Guerre
- Bernard-Pierre Donnadieu - Martin Guerre
- Isabelle Sadoyan - Catherine Boëre